# Alphidia
Alphidia là một chi bọ cánh cứng trong họ Chrysomelidae.
Chi này được Clark miêu tả khoa học năm 1865.

## Các loài
Các loài trong chi này gồm:
- Alphidia comitata (Klug, 1833)
- Alphidia cupraria Bechyne, 1948
- Alphidia ifanidianae Bechyne, 1948
- Alphidia laeta Bechyne, 1948
- Alphidia magnifica Duvivier, 1891
- Alphidia nigricornis Fairmaire, 1902
- Alphidia purpurina Fairmaire, 1889